# Littleport
Littleport är en ort och civil parish i Storbritannien.   Den ligger i distriktet East Cambridgeshire i grevskapet Cambridgeshire i riksdelen England, i den sydöstra delen av landet, 110 km norr om huvudstaden London. Antalet invånare är 6 877.

## Sport
För närvarande (2018) finns det ett projekt som, om finansieringen lyckas, skall leda till en hall för bandy och skridskolöpning, Littleport Ice Stadium Project. Storbritanniens Bandyförbund har sitt kansli i Littleport.